# Ежен Ґрассе
Ежен Самюель Ґрассе (фр. Eugène Grasset; 25 травня 1845, Лозанна, Швейцарія — 23 жовтня 1917, Со
, Франція) — французький і швейцарський художник, скульптор, графік і ілюстратор, представник стилю модерн.

## Життя та творчість
Народився в Лозанні в сім'ї столяра. Вивчав малюнок у Франсуа Босьона. У період з 1861 по 1863 вивчав архітектуру у Вищій технічній школі Цюриха. Згодом працював в архітектурному бюро в Лозанні. Здійснив навчальну поїздку в Єгипет і цей досвід позначився на його майбутніх роботах. Став шанувальником японського мистецтва, що також вплинуло на деякі його проекти. З 1869 по 1870 працював художником і скульптором в Лозанні.
З 1871 року жив у Парижі. У цей період працював практично в усіх областях прикладного мистецтва — як художник та ілюстратор; створював ескізи для виробників меблів і гобеленів, використовував мозаїку, прикрашав скульптурами і рельєфами фасади будівель, розробляв нові типи ювелірних прикрас, плакатів, афіш і поштових марок. Його витончені декоративні предмети були виготовлені зі слонової кістки, золота та інших дорогоцінних матеріалів в унікальних комбінаціях. У графічних творах Ґрассе відчувається вплив творчості Гюстава Доре.
З 1890 по 1903 — професор у художній школі Герен; в 1905—1917 — професор в школі Естьєн. Серед учнів Ґрассе слід відзначити Аугусто Джакометті і Отто Ернста. У 1891 році отримав французьке громадянство.
У 1895 році Е. Ґрассе став кавалером Ордена Почесного легіону, а в 1911 році — його офіцером.

## Галерея

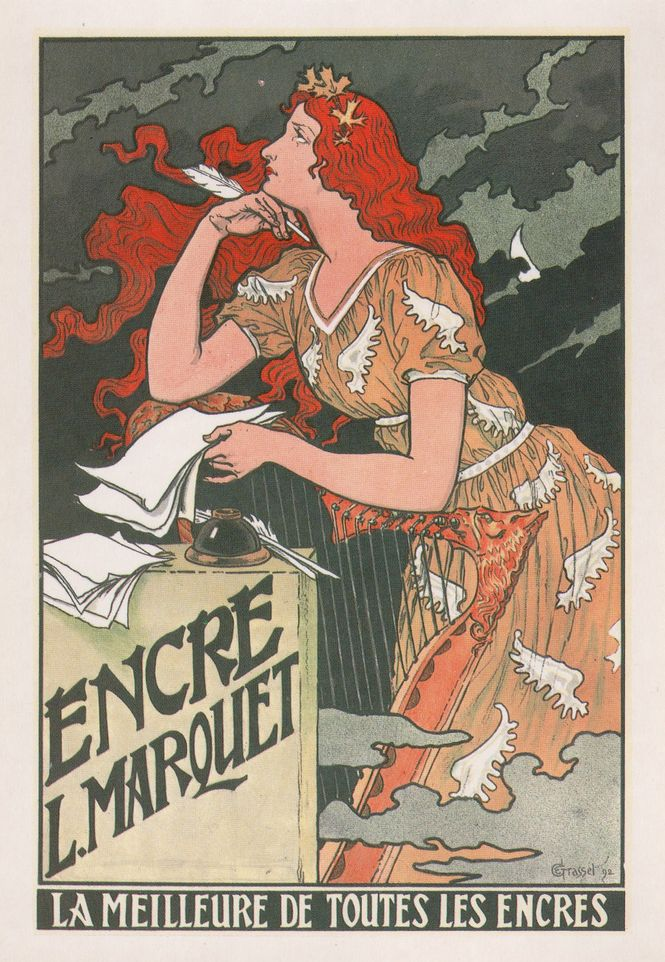
Encre L Marquet, 1892
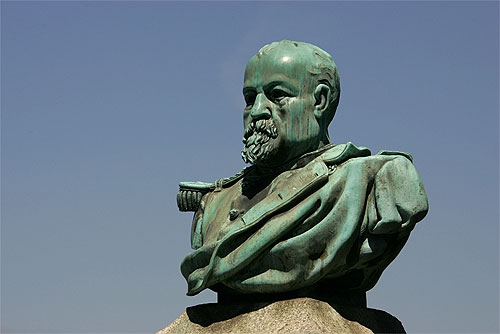
Бюст полковника Шарля Вільйона, Лозанна
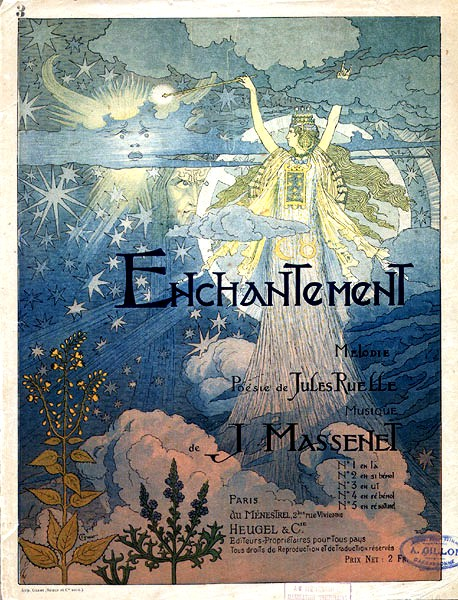
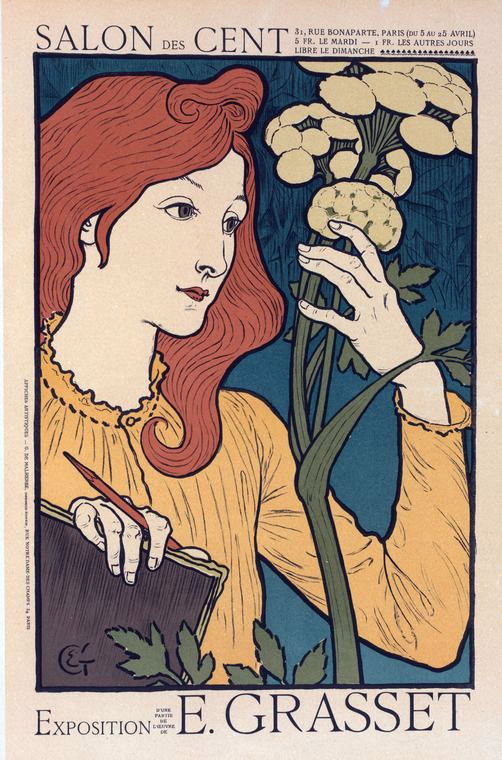
Виставка робіт Ґрассе в Салоні де Сен, 1898
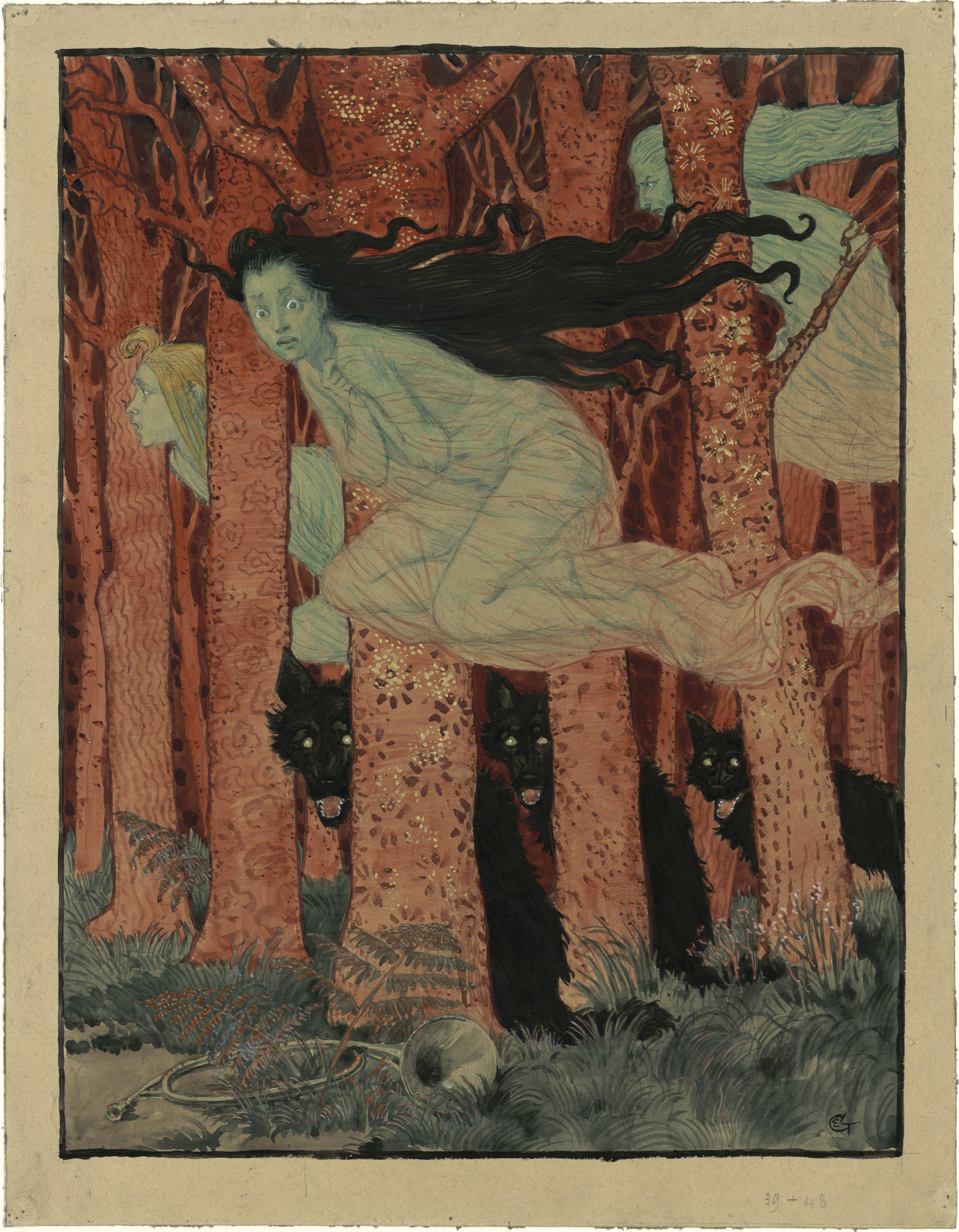
Три жінки і три вовки, 1900
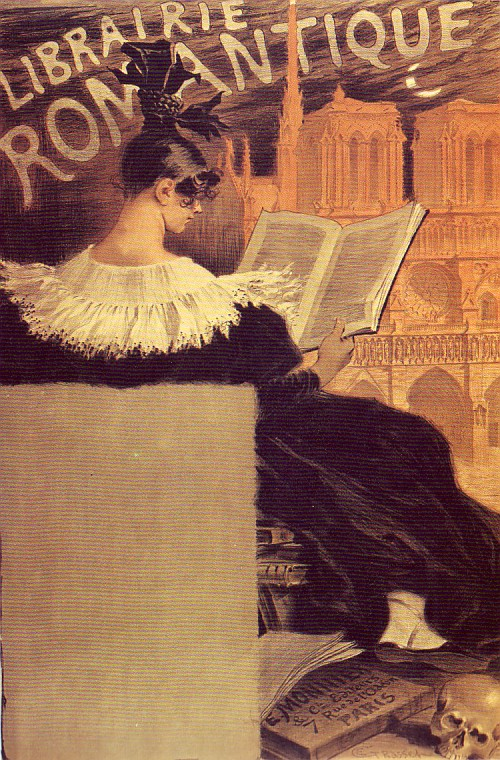
Плакат Ґрассе Романтична література
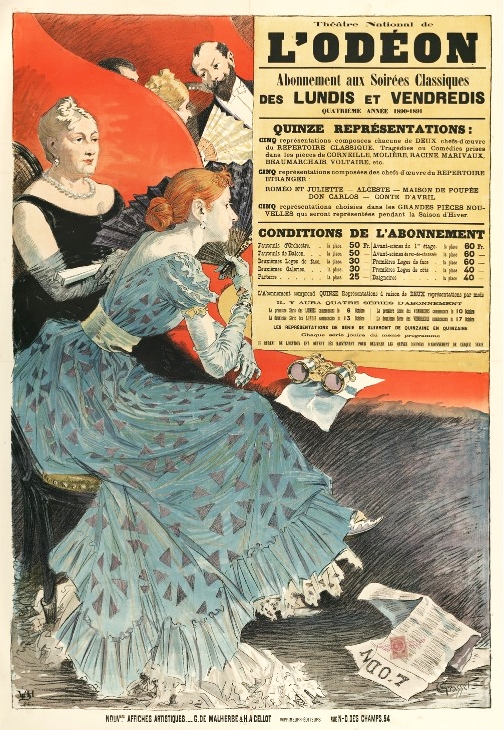
Афіша театру Одеон
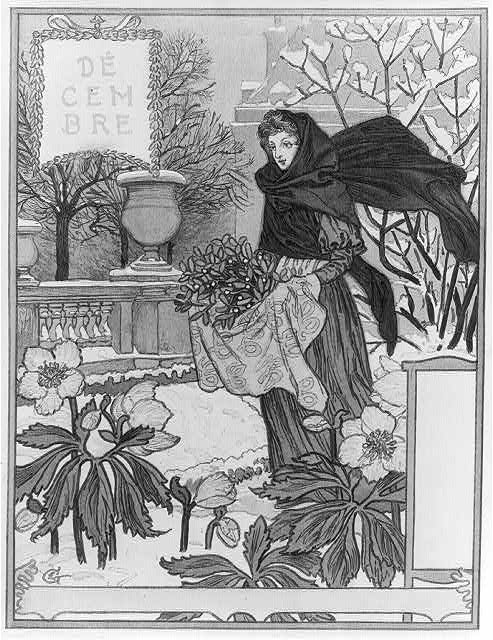
Грудень (із календаря)